# Sofia Kenin
Sofia Anna Kenin, detta Sonya (Mosca, 14 novembre 1998), è una tennista statunitense.
In carriera si è aggiudicata cinque titoli WTA in singolare, tra cui una prova del Grande Slam: l'Australian Open 2020. In seguito a questo successo, ha raggiunto la posizione numero quattro della classifica mondiale, suo best ranking, nel mese di marzo 2020. Inoltre, si è spinta fino alla finale anche all'Open di Francia dello stesso anno. Nella medesima stagione, viene anche eletta giocatrice dell'anno da parte della Women's Tennis Association.
In doppio vanta la vittoria di quattro titoli WTA e la ventunesima posizione ottenuta a gennaio 2025.

## Biografia
Nata in Russia, risiede negli Stati Uniti sin da quando era piccolissima. Attualmente vive in Florida. Il suo idolo è Serena Williams, ma considera anche Marija Šarapova come tale. È allenata dal padre, Alex Kenin.

## Carriera

### Juniores
A livello giovanile ha ottenuto buoni risultati, in particolare sui campi degli US Open ha raggiunto la finale nel 2015 e la semifinale l'anno successivo.
Grazie a questi risultati ha raggiunto la seconda posizione in classifica ITF.

### Professionista

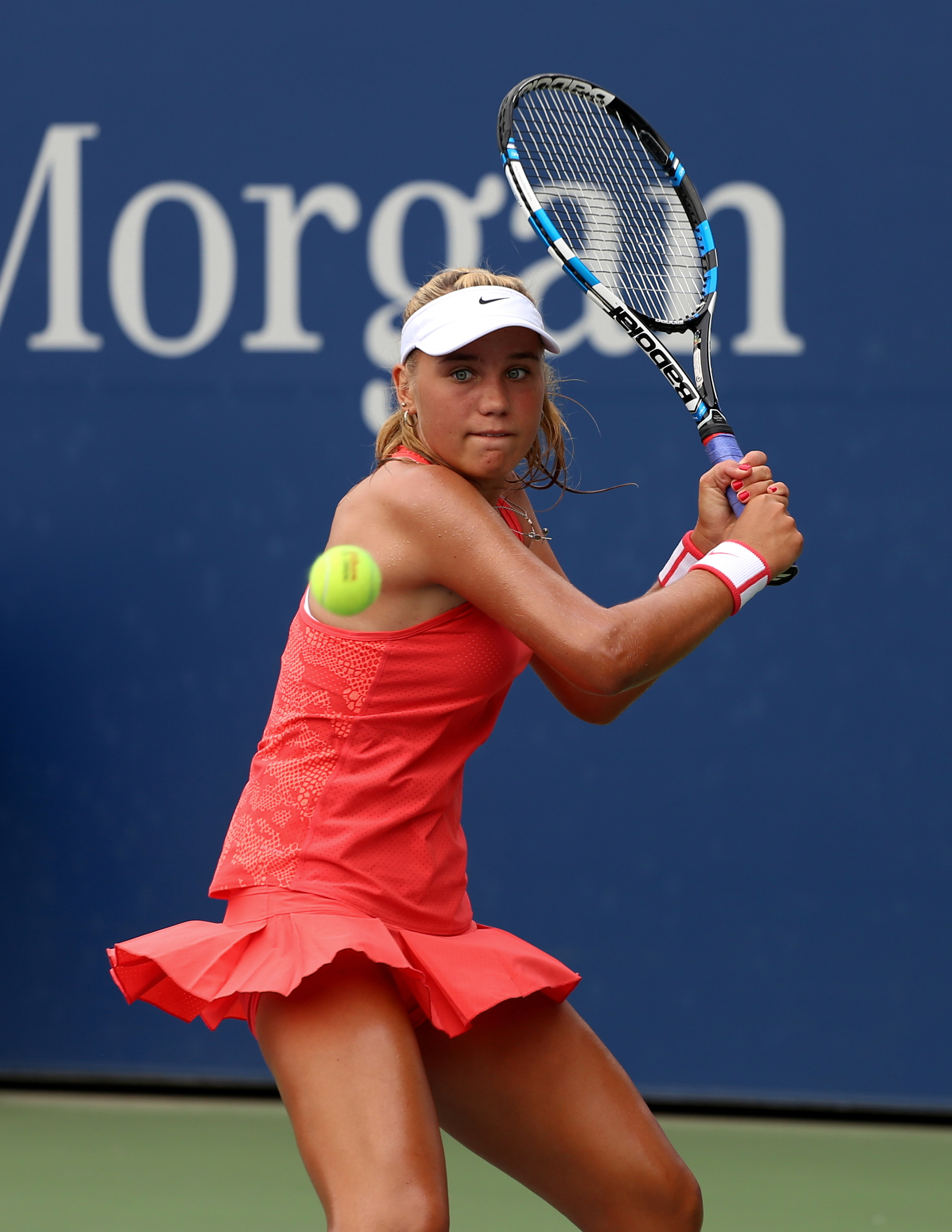
Sofia Kenin nel 2015

Ottiene nel 2015 e per i due anni successivi l'accesso al torneo principale degli US Open grazie a delle wild-card.

### 2017-2018
Nei tornei di Indian Wells non riesce a superare le qualificazioni, mentre a Charleston si. Tuttavia, viene sconfitta nel primo turno da Bethanie Mattek-Sands per 4-6 4-6. Nel Roland Garros, Maiorca, Wimbledon, Cincinnati e Connecticut esce nei turni delle qualificazioni. Agli US Open usufruisce di una wildcard e si impone su Lauren Davis per 7-5 7-5 e su Sachia Vickery per 6-3 4-6 7-6, prima di venire sconfitta dalla pluricampionessa Slam Marija Šarapova per 5-7 2-6. Nel torneo del Quebec estromette in rimonta Tereza Martincová (5-7 6-4 6-3), per poi cedere a Lucie Šafářová in due sets
Inizia il 2018 partecipando al torneo di Auckland, dove estromette Jana Fett per 6-4 6-4 e la connazionale Varvara Lepchenko per 6-4 7-6, per poi venire sconfitta in rimonta dalla numero due del mondo, Caroline Wozniacki, con il punteggio di 6-4 2-6 4-6. Agli Australian Open viene sconfitta all'esordio da Julia Görges per 4-6 4-6. Nel Challenger di Newport Beach viene sconfitta all'esordio da Jang Su-jeong per 6-7 3-6, mentre nel Challenger di Indian Wells supera agevolmente la connazionale Sachia Vickery, prima di cedere a Yanina Wickmayer. Agli Indian Wells supera le qualificazioni e sconfigge Claire Liu, lasciandole solamente due games, per poi cedere a Zhang Shuai. Invece, a Miami estromette Stefanie Vögele per 6-4 6-4 e Dar'ja Kasatkina per 3-6 6-2 6-2, prima di venire fermata in rimonta da Petra Kvitová per 6-3 2-6 4-6. A Charleston viene estromessa all'esordio da Ashleigh Barty.
A Madrid e a Roma non supera le qualificazioni, mentre a Strasburgo viene sconfitta nel primo turno da Samantha Stosur per 3-6 2-6. Al Roland Garros viene eliminata subito da Naomi Ōsaka per 2-6 5-7. Superate le qualificazioni a Maiorca, raggiunge la semifinale imponendosi su Kateryna Kozlova per 6-3 3-6 6-3, su Alison Van Uytvanck per 2-6 6-4 6-4 e su Caroline Garcia per 6-3 6-3. Tuttavia, viene fermata da Tatjana Maria, che si impone per 6-2 2-6 6-4.
A Wimbledon supera il primo turno (Maria Sakkarī, 6-4 1-6 6-1), ma viene liquidata poi da Vitalija D'jačenko per 4-6 1-6.
A Stanford elimina Verónica Cepede Royg per 6-4 6-4, prima di cedere a Johanna Konta per 1-6 4-6. Non supera le qualificazioni a Montreal, Cincinnati e in Connecticut. All'US Open raggiunge il terzo turno eliminando in tre sets Madison Brengle e Maria Sakkarī, per poi venire estromessa da Karolína Plíšková per 4-6 6-7. Raggiunge la semifinale in Quebec dove sconfigge Mona Barthel per 6-3 6-4, Françoise Abanda per 6-4 6-4 e Mónica Puig per 6-3 6-1, per poi venire rimontata dalla connazionale Jessica Pegula per 6-4 2-6 4-6.
Supera le qualificazioni a Wuhan e si impone su Hsieh Su-wei per 6-1 6-1 e su Julia Görges per 6-3 2-6 6-4. Successivamente, viene sconfitta dalla futura campionessa, Aryna Sabalenka (3-6 3-6). A Pechino non supera le qualificazioni, mentre a Tianjin viene sconfitta nuovamente dalla Sabalenka per 6-7 6-4 0-6.

### 2019: primi titoli WTA, ottavi di finale al Roland Garros e Top 20

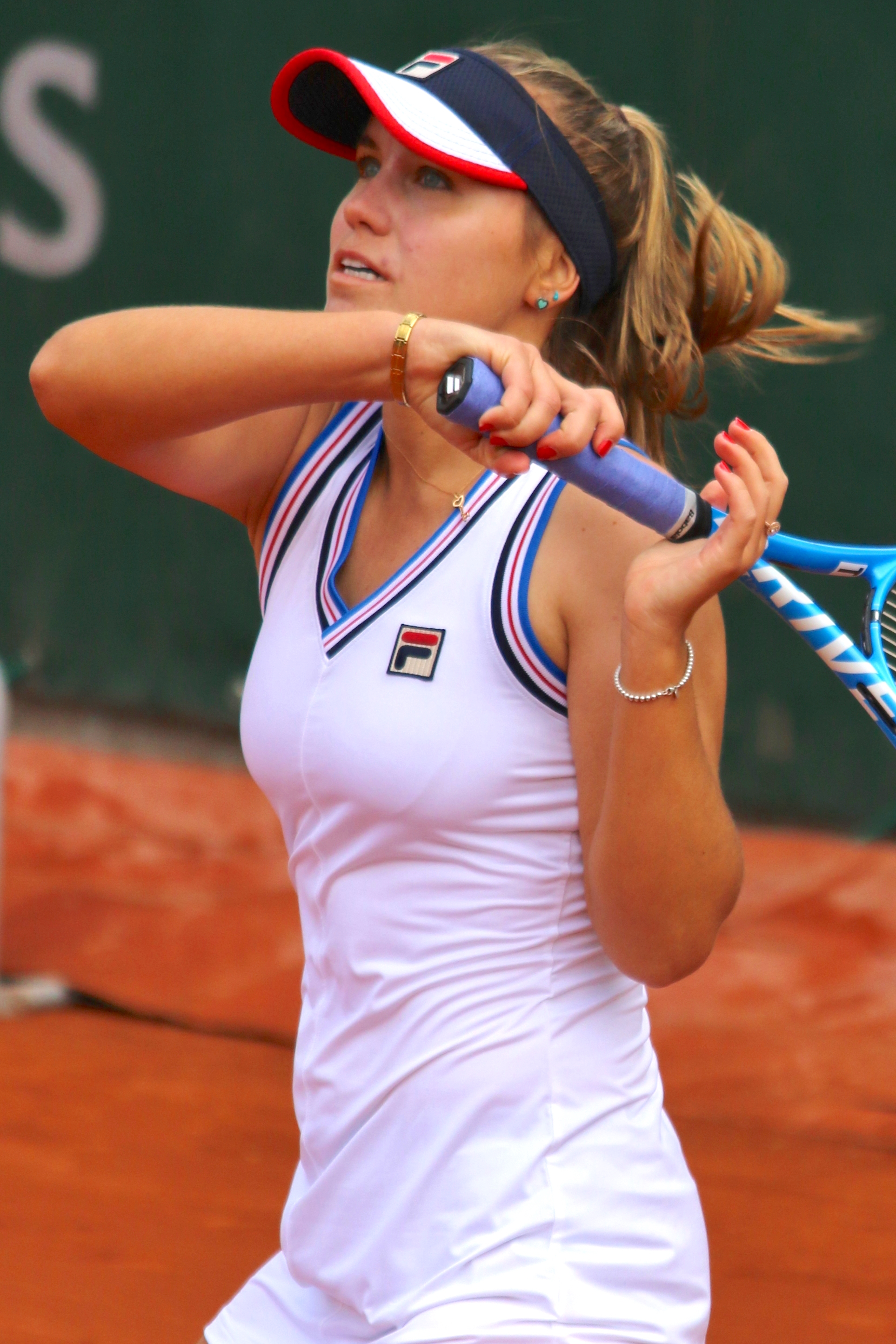
Sofia Kenin al Roland Garros 2019

Si presenta ad Auckland dove estromette Petra Martić per 7-5 2-6 6-2, per poi cedere a Viktória Kužmová per 5-7 7-5 3-6. Nonostante ciò, in coppia con Eugenie Bouchard si aggiudica il torneo superando nell'atto finale la coppia Paige Mary Hourigan/Taylor Townsend per 1-6 6-1 [10-7]. Si tratta del primo torneo WTA in carriera per l'americana. A Hobart, invece, si aggiudica il titolo in singolare dove ha la meglio su Caroline Garcia per 6-3 6-2, Ons Jabeur per 7-6 6-3, Kirsten Flipkens per 7-5 7-5, Alizé Cornet per 6-2 6-4 e, in finale, su Anna Karolína Schmiedlová per 6-3 6-0. Agli Australian Open si impone su Veronika Kudermetova per 6-3 3-6 7-5, prima di cedere alla finalista dell'anno precedente e numero uno al mondo, Simona Halep, per 3-6 7-6 4-6. A Dubai elimina Mihaela Buzărnescu e Dar'ja Kasatkina, per poi venire rimontata da Viktória Kužmová. Raggiunge un'altra finale WTA ad Acapulco dove viene sconfitta in rimonta da Wang Yafan per 6-2 3-6 5-7. Nel corso del torneo estromette: Rebecca Peterson (per ritiro), Katie Boulter per 6-4 4-1 a causa del ritiro, Viktoryja Azaranka per 6-4 4-6 7-5 e Bianca Andreescu per 6-4 3-6 7-5. Agli Indian Wells si rifà su Wang, ma viene poi sconfitta da Elina Svitolina in tre sets. A Miami, invece, viene sconfitta all'esordio da Andreescu. Nel torneo di Charleston elimina Sabine Lisicki per 7-5 6-4, ma viene sconfitta da Mónica Puig per 4-6 4-6.
A Madrid cede a Petra Kvitová all'esordio, mentre a Roma a Karolína Plíšková nel terzo turno (sconfigge Jasmine Paolini e Madison Keys). A Strasburgo viene sconfitta nel primo turno da Chloé Paquet. Raggiunge gli ottavi di finale al Roland Garros superando Giulia Gatto-Monticone per 6-3 5-7 6-2, usufruisce del ritiro di Bianca Andreescu ed elimina il suo idolo Serena Williams, attuale Top 10 e ventitre volte campionessa Slam, per 6-2 7-5. Grazie a questo risultato, entro di diritto tra le prime trenta giocatrici del ranking, precisamente al 28º posto. Successivamente, viene sconfitta dalla futura campionessa, Ashleigh Barty, per 3-6 6-3 0-6. Si aggiudica il secondo titolo WTA in carriera a Maiorca, battendo in finale, con una strepitosa rimonta e salvando anche dei match points, Belinda Bencic (6(2)–7 7–6(5) 6-4). Nella corsa al titolo si impone in ordine su: Kirsten Flipkens per 6-2 6-3, Ons Jabeur per 6-2 2-0 (causa ritiro della tunisina), Elise Mertens per 1-6 6-1 6-3 ed Anastasija Sevastova per 6-4 4-6 6-2.
Inizia la stagione sull'erba ad Eastbourne, dove viene sconfitta all'esordio dall'ex Top 10 Samantha Stosur (2-6 3-6). A Wimbledon, invece, supera agevolmente Astra Sharma per 6-4 6-2, prima di cedere alla millennial Dajana Jastrems'ka, che ha la meglio con il punteggio di 7-5 4-6 6-3. Si presenta al torneo di Washington in preparazione agli US Open. Qui non va oltre al secondo turno, in quanto, dopo aver estromesso Jennifer Brady per 6-2 6-4, viene fermata da Lauren Davis in rimonta. Disputa il Premier 5 di Toronto spingendosi fino alla semifinale, in seguito alle vittorie su: Hsieh Su-wei per 6-4 6-3; Ashleigh Barty, numero uno del ranking, per 6(5)–7 6-3 6-4; Dajana Jastrems'ka con un doppio 6-2 e su Elina Svitolina, settima potenza della classifica, per 7–6(2) 6-4. Aggiunge alla bacheca del 2019 un'altra semifinale, stavolta nel torneo di Cincinnati. Raggiunge tale traguardo imponendosi su Julia Görges per 6-4 7–6(6) e su Zarina Dijas per 6-4 6-1, per poi vendirsa della Svitolina per 6-3 7–6(3) ed usufruire del ritiro della seconda giocatrice al mondo, Naomi Ōsaka, sul punteggio di 6-4 1-6 2-0 in favore all'americana. Nonostante ciò, viene fermata dalla connazionale e futura campionessa Madison Keys, che si sbarazza di Kenin in due parziali. Successivamente, agli US Open elimina Coco Vandeweghe e Laura Siegemund, per poi perdere nuovamente contro la Keys.
Inizia lo swing asiatico disputando i quarti di finale a Zhengzhou, sbarazzandosi delle francesi Chloé Paquet e Alizé Cornet, per poi venire eliminata in tre sets dalla futura campionessa, Karolína Plíšková. Si aggiudica il terzo titoli della stagione, nonché in carriera, a Guangzhou. Nella corsa al titolo elimina senza difficoltà Siegemund, Katarina Zavac'ka e Jasmine Paolini, prima di perdere un set contro Anna Blinkova. In finale rimonta la campionessa Slam e wildcard Samantha Stosur con il punteggio di 6(4)–7 6-4 6-2. In seguito a questa vittoria, sale alla 17ª posizione della classifica. Nel torneo di Wuhan estromette Anastasija Pavljučenkova per 6-2 7–6(5) ed Elise Mertens per 4-6 6-4 7–6(5); in seguito, viene eliminata a sua volta dalla numero uno del ranking, Ashleigh Barty, che la spunta per 6-3 7-5. Non fa meglio a Pechino dove riesce ad avere la meglio su Garbiñe Muguruza e su Pavljučenkova, prima di fallire la rimonta contro Svitolina (3-6 7–6(8) 3-6).

### 2020: prima vittoria Slam a Melbourne, finale a Parigi e top 5

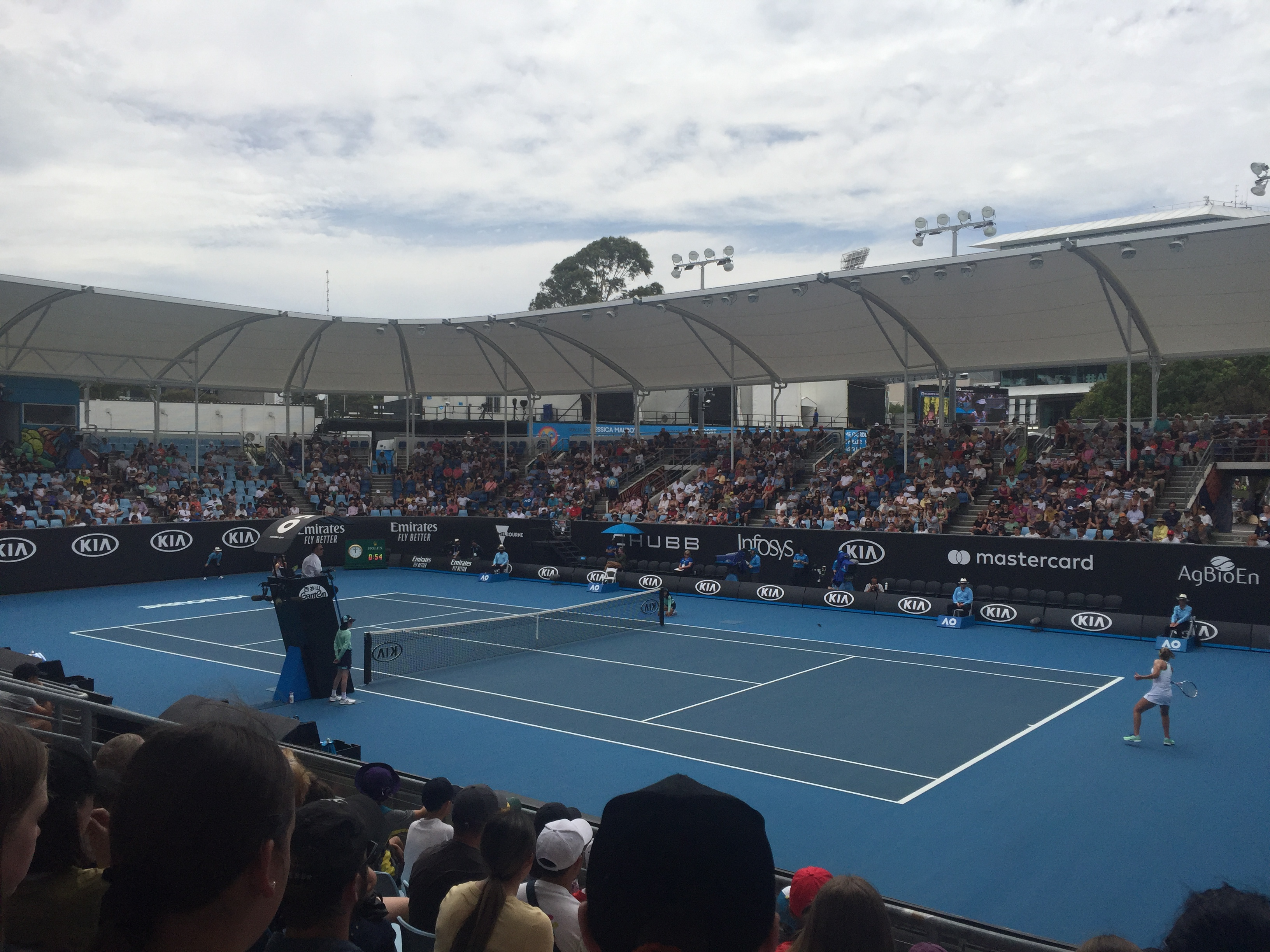
Sofia Kenin contrapposta ad Ann Li nel secondo turno dell'Australian Open 2020

Inaugura la stagione 2020 cogliendo due primi turni a Brisbane e Adelaide, sconfitta rispettivamente da Naomi Ōsaka e Danielle Collins. Approda dunque all'Australian Open, dove viene accreditata come 14ª testa di serie. Dopo aver superato facilmente l'italiana Martina Trevisan e la statunitense Ann Li, fatica a superare Zhang Shuai ed estromette Coco Gauff, reduce della vittoria contro la campionessa in carica Naomi Ōsaka. Arriva quindi ai quarti di finale, dove sconfigge Ons Jabeur e poi in semifinale la numero uno al mondo Ashleigh Barty. Kenin giunge dunque per la prima volta in carriera in una finale Slam, dove si scontra con la spagnola Garbiñe Muguruza, battendola in rimonta per 4-6 6-2 6-2 ed aggiudicandosi il primo Slam in carriera. A seguito di questa vittoria entra per la prima volta tra le prime dieci tenniste del mondo, collocandosi alla posizione numero sette della classifica WTA.
In seguito a tale trionfo partecipa al torneo di Dubai come quinta testa di serie, ma viene estromessa al primo turno da Elena Rybakina. La stessa situazione si ripete anche a Doha, dove viene sconfitta all'esordio da Dajana Jastrems'ka. Ciononostante, il 27 febbraio riesce ad entrare tra le prime cinque tenniste al mondo. Ritrova la vittoria a Lione, unica tennista tra le prime trentacinque del mondo ad avervi preso parte. Qui, dopo aver superato in scioltezza Vitalija D'jačenko, si aggiudica il quinto titolo in carriera e secondo della stagione superando in tre set Jaqueline Cristian (6-7 7-5 6-4), Océane Dodin (6-1 6(5)–7 6-2), Alison Van Uytvanck (7–6(5) 6(2)–7 7–6(2)) e in finale una ritrovata Anna-Lena Friedsam con il punteggio di 6-2, 4-6, 6-4. Al termine del torneo, compie un ulteriore passo avanti in classifica perfezionando il suo best ranking alla 4ª posizione.
Il mondo del tennis viene bloccato dal 9 marzo al 3 agosto a causa della Pandemia di COVID-19 del 2019-2021. Kenin ritorna in campo al Western & Southern Open, il quale quest'anno si disputa nello stesso impianto dello US Open. Tuttavia, all'esordio viene sorpresa da Alizé Cornet con il punteggio di 1-6 6(7)–7. Successivamente, si presenta agli US Open come una delle maggiori favorite alla vittoria finale e, grazie alle vittorie su Yanina Wickmayer, Leylah Annie Fernandez ed Ons Jabeur, consolida le impressioni degli opinionisti. Nonostante ciò, non va oltre agli ottavi di finale fermata da Elise Mertens, la quale si impone con un doppio 3-6.
In seguito, disputa il torneo di Roma, venendo sconfitta all'esordio da Viktoryja Azaranka con un clamoroso 0-6 0-6. Si tratta della prima sconfitta con un doppio bagel di una Top 5 dal 2005, quando accadde a Marija Šarapova contro Lindsay Davenport a Indian Wells. Riesce però a fare di meglio al Roland Garros, dove risulta essere testa di serie numero 4 e si impone su: Ljudmila Samsonova per 6-4 3-6 6-3, Ana Bogdan per 3-6 6-3 6-2, Irina Maria Bara per 6-2 6-0 e Fiona Ferro per 2-6 6-2 6-1, raggiungendo per la prima volta la seconda settimana dello Slam parigino. Affronta poi la connazionale Danielle Collins, vincendo per 6-4 4-6 6-0, accedendo alla semifinale. Quindi sconfigge anche la testa di serie numero 7 Petra Kvitová per 6-4 7-5 e raggiunge la seconda finale Slam della stagione, siglando un record di 16 vittorie a fronte di 1 sola sconfitta nei tornei del Grande Slam nel 2020. Per il trofeo è opposta alla sorpresa Iga Świątek, numero 54 del mondo, che si era imposta precedentemente contro la numero due del mondo, Simona Halep. Viene sconfitta nettamente dalla polacca cono lo score 4-6 1-6.
Conclude la stagione con lo Slam parigino salendo al quarto posto, eguagliando il suo miglior piazzamento, a distanza di soli 20 punti dalla top 3. La tennista statunitense, tuttavia, avrebbe concluso l'anno alla prima posizione del ranking seguendo il vecchio regolamento, poiché è colei che ha totalizzato più punti (3.934), il quale è stato cambiato nel 2020 a causa della pandemia. Inoltre, viene eletta la tennista dell'anno da parte della Women's Tennis Association.

### 2021-2022: infortuni, insuccessi e discesa nel ranking
Prende parte al torneo WTA 500 di Abu Dhabi come la favorita alla vittoria finale. Nei primi due turni supera Yang Zhaoxuan con lo score 7–6(4) 6-2 ed usufruisce del ritiro di Kirsten Flipkens sul punteggio di 5-7 5-4. Agli ottavi, vince una difficile partita contro Julija Putinceva, superata in rimonta per 3-6 7-6(5) 6-4 (annullandole anche un match point nel secondo parziale). Nei quarti di finale affronta Maria Sakkarī, numero ventidue del mondo, la quale si aggiudica la partita con il punteggio finale di 2-6 6-2 6-0, vincendo 10 games di fila.
Si presenta allo Yarra Valley Classic di Melbourne, dove è testa di serie n°2: dopo il bye all'esordio, sfrutta il ritiro di Camila Giorgi (dopo aver incamerato il primo set per 7-5) e batte l'americana Pegula in tre set (5-7 7-5 6-2), giungendo ai quarti di finale: nella circostanza, affronta Garbiñe Muguruza. Questa volta, la spagnola si prende la rivincita, sconfiggendo Kenin con un periodico 6-2. In seguito, disputa l'Australian Open, dove è campionessa in carica: dopo il successo su Maddison Inglis (7-5 6-4), viene sorpresa dall'estone Kaia Kanepi, che la estromette per 6-3 6-2. In seguito all'uscita prematura dallo Slam australiano, Kenin decide di prendere parte al WTA 250 di Melbourne, dove, da 1° favorita del torneo, ha un bye al primo turno. Al secondo, cede a sorpresa alla wild-card locale Olivia Gadecki in tre set.
In seguito a tali tornei, annuncia di essersi operata di appendicite e di prendersi dunque un periodo di riposo, concedendosi di giocare però al Miami Open: in doppio con Sloane Stephens viene eliminata al primo turno, mentre in singolo supera Andrea Petkovic in rimonta 6(6)–7 6-1 6-3, centrando la 100ª vittoria nel circuito professionale, per poi cedere ad Ons Jabeur in tre parziali.
Inaugura la stagione sulla terra con la partecipazione al torneo di Charleston, dove viene sorpresa e rimontata dalla connazionale Lauren Davis, n° 79 del mondo. In coppia con Bethanie Mattek-Sands, invece, cede all'esordio contro Cori Gauff e Caty McNally. In seguito, non riesce a cogliere vittorie né a Stoccarda né a Roma, sconfitta in entrambi i casi al secondo turno dopo un bye. Va meglio al Roland Garros, dove batte l'ex-campionessa del 2017 Ostapenko (6-4 4-6 6-3), supera le due connazionali Baptiste (7-5 6-3) e Pegula (4-6 6-1 6-4) raggiungendo gli ottavi, dove affronta Maria Sakkarī: per la seconda volta quest'anno, l'americana si arrende alla greca (1-6 3-6). In seguito, Kenin si presenta al torneo di Wimbledon, dove è accreditata della 4ª testa di serie: elimina la cinese Wang per 6-4 6-2 prima di cedere alla connazionale Madison Brengle in due rapidi set (2-6 4-6). Kenin è in seguito costretta a saltare gli US Open in quanto positiva al COVID-19.
Dopo sei mesi di stop, Kenin ritorna in campo all'Adelaide International, dove elimina l'italiana Lucia Bronzetti per 7-5 7-5 e poi Ajla Tomljanović per 6-3 5-7 6-3. Nei quarti trova la numero uno del mondo Ashleigh Barty, che la batte per 6-3 6-4. A Sydney viene nettamente sconfitta all'esordio da Dar'ja Kasatkina (4-6 0-6). Non va meglio agli Australian Open, dove, accreditata dell'11° testa di serie, viene estromessa al primo turno dalla connazionale Madison Keys, con il punteggio di 6(2)-7 5-7. A causa dell'uscita dei punti del suo trionfo australiano del 2020, Kenin precipita nel ranking al n°95 del mondo. Torna in campo a Dubai, dove colleziona una netta sconfitta all'esordio contro Ostapenko (1-6 2-6). Non va meglio a Doha, dove esce subito contro Ann Li. Nel frattempo, scende ulteriormente nella classifica, uscendo dalle prime 100 del mondo. Per partecipare a Indian Wells, dunque, ha bisogno di una wild-card: al primo turno, si arrende a Beatriz Haddad Maia in due set.
A causa di un altro infortunio al piede, Kenin è costretta a fermarsi per alcuni mesi. Torna in campo a Washington da n°416 del mondo: cede immediatamente alla colombiana Osorio. Non va meglio a Toronto e Cincinnati, dove esce al primo round. A Cleveland, Kenin si fa strada fino ai quarti di finale (che mancavano da gennaio), battendo Daylana Hewitt e Irina-Camelia Begu; tra le ultime otto, viene eliminata dalla connazionale Bernarda Pera. Allo US Open, viene estromessa all'esordio da Jule Niemeier.
A seguito di altre due sconfitte all'esordio a Tokyo e San Diego, gioca l'ITF di Tyler, dove coglie la semifinale, in cui si arrende a Yue Yuan; Nel WTA '125' di Midland, si ferma ai quarti contro Caty McNally.
Termina la stagione al n°235 del mondo: non era così in basso nel ranking a fine anno da 6 stagioni.

### 2023: ottava finale WTA, semifinale in un WTA 1000 e rientro in top 40
Grazie a una wild-card, partecipa al torneo di Adelaide: batte Xiyu Wang per poi arrendersi alla top-10 Gauff (4-6 4-6). Va meglio a Hobart, dove torna in una semifinale WTA dopo tre anni, eliminando Zhu, Zanevs'ka e Kalinina; tra le ultime quattro, viene estromessa da Elisabetta Cocciaretto. All'Australian Open, esce contro la futura semifinalista Azaranka al primo round. A Linz e Dubai viene battuta al primo turno mentre a Doha viene sconfitta al secondo round da Kudermetova. A Indian Wells, si arrende al secondo turno a Elena Rybakina, che poi vincerà il titolo; a Miami, supera Hunter e Kalinina, approdando al terzo turno, dove cede a Bianca Andreescu. 
Sulla terra, ottiene come miglior risultato il terzo round a Roma, dove viene fermata dalla futura finalista Kalinina (4-6 2-6); al secondo turno, era riuscita ad avere la meglio sulla n°2 del mondo Aryna Sabalenka, tornando a vincere su una top-10 per la prima volta dall'Australian Open 2020. Al Roland Garros, viene estromessa al primo turno delle qualificazioni contro la francese Margaux Rouvroy. 
Anche a Wimbledon prende parte al tabellone cadetto: eliminando in due set Falconi, Uchijima e Townsend, l'americana approda al main-draw dei Championships. Ad attenderla al primo turno c'è la connazionale e top-10 Coco Gauff: Kenin riesce a prevalere sull'avversaria con lo score di 6-4 4-6 6-2, firmando la decima vittoria in carriera contro una giocatrice tra le prime 10 del mondo; al secondo round, supera Xinyu Wang per 6-4 6-3, approdando al terzo turno dello slam londinese per la prima volta in carriera. Nella circostanza, viene sconfitta dalla futura semifinalista Elina Svitolina (6(3)-7 2-6). Grazie all'ottimo risultato, Sofia rientra tra le prime 100 del ranking dopo un anno e mezzo. 
Sul cemento americano, allo US Open si arrende al secondo turno a Dar'ja Kasatkina in tre set. A San Diego, estromette la 6° testa di serie Kudermetova e la connazionale Volynets, approdando ai quarti di finale; nella circostanza, supera per 6-2 6-3 Anastasija Potapova, ritrovando una semifinale WTA dopo 8 mesi da quella di Hoabrt. Nel penultimo atto, vince il derby contro Emma Navarro (6-2 5-7 6-4), conquistando così la sua ottava finale nel circuito maggiore, la prima dal Roland Garros 2020. Nella circostanza, Kenin viene sconfitta dalla 4ª forza del seeding Barbora Krejčíková con lo score di 4-6 6-2 4-6. Grazie all'ottima settimana, Sofia scala il ranking di 40 posti, andando a issarsi fino alla 53ª posizione del ranking mondiale. 
Subito dopo, prende parte al torneo '1000' di Guadalajara: batte la canadese Zhao in due set e poi la testa di serie n°12 Anhelina Kalinina (6-2 7-6(5)); negli ottavi, estromette la ex-campionessa del Roland Garros Ostapenko per 6-4 7-5, approdando nei quarti, dove ha la meglio di Leylah Fernandez perdendo il primo set del suo torneo (6-4 6(6)-7 6-1). Kenin trova così la semifinale, la prima di questo livello in 4 anni; nella circostanza, è opposta alla connazionale Caroline Dolehide: Sofia si arrende all'avversaria con lo score di 5-7 3-6. Grazie però all'ottimo risultato, la tennista riesce a fare un altro balzo in avanti nel ranking, portandosi alla 31ª posizione della classifica. 
Nella trasferta asiatica, esce subito di scena a Pechino per mano nella n°1 del mondo Aryna Sabalenka. Anche a Seul non supera il primo turno, battuta dalla coreana Jang in due set. 
Termina la stagione al n°33 del mondo. 

### 2024: 2 titoli WTA in doppio e nono finale WTA in singolare
L'inizio di stagione non arride a Kenin, che in otto tornei disputati, raccoglie appena una vittoria e cinque set conquistati. L'americana ottiene il primo buon risultato stagionale a Roma, dove al secondo turno sconfigge la top-10 Ons Jabeur, prima di capitolare al terzo contro Šramková. Anche al Roland Garros giunge al terzo turno, dove si arrende a Clara Tauson. Su erba colleziona un secondo turno a Eastbourne e una sconfitta all'esordio a Wimbledon contro la n°1 del mondo Świątek. Dopo altri deludenti risultati sul cemento americano, Kenin esce dalla top-100, precipitando oltre la 160° posizione del ranking. A fine ottobre, prende parte al WTA 500 di Tokyo: batte Wang, Tauson, la n°9 del mondo Kasatkina e Katie Boulter in semifinale, cogliendo così la sua prima finale WTA dell'anno, la 9° in carriera. Nella partita valevole per il titolo, soccombe alla n°1 del seeding Zheng Qinwen con lo score di 6(5)-7, 3-6.Dopo i quarti nel 250 di Hong Kong, chiude l'anno rientrando tra le prime cento del mondo, terminando la stagione al n°86 del mondo. 
In doppio, dopo due sconfitte all'esordio assieme a Muhammad tra Brisbane e l'Australian Open, decide di ricongiungersi con Bethanie Mattek-Sands, con la quale non giocava dal 2021. Al primo torneo disputato, le due conquistano il titolo nel '500' di Abu Dhabi, battendo in finale Nosková/Watson in due set; per Kenin è il primo titolo WTA in cinque anni. Successivamente, le due americane riescono a conquistare il torneo '1000' di Miami da Alternates, eliminando le n°1 al mondo Hsieh/Mertens e le campionesse in carica dello US Open Routliffe/Dabrowski in finale, con lo score di 4-6 7-6(5) [11-9]. Per la coppia è il terzo titolo complessivo, il secondo di livello '1000' dopo quello di Pechino del 2019. Nel resto della stagione, il duo americano raccoglie due terzi turni slam (Wimbledon e US Open) e due semifinali a livello '1000' (Toronto e Pechino). Termina l'anno al n°23 del mondo, la sua miglior posizione mai raggiunta alla chiusura di una stagione WTA. 

### 2025: 10° finale WTA e ritorno in top-40
Kenin, nella trasferta oceanica, coglie come miglior risultato i quarti a Hobart, dove cede alla wild-card locale Maya Joint; all'Australian Open, perde il derby d'esordio contro la n°3 del mondo Coco Gauff. A Doha raggiunge il terzo turno, dove si arrende a Ons Jabeur; va meglio nell'altro '1000' di Dubai, dove si impone su Vekić, Kostjuk e sulla n°4 del mondo e campionessa in carica Paolini (6-4 6-0), approdando ai quarti di finale, dove soccombe a Elena Rybakina. A Indian Wells e Miami non va oltre il secondo turno.
Nella parte di stagione dedicata alla terra, partecipa al torneo di Charleston: Kenin raggiunge la finale senza perdere set nel percorso, battendo Pera, Bencic, Kasatkina, Kalinskaja e Anisimova. Nel match valevole per il titolo, viene sconfitta dalla top-5 Jessica Pegula con lo score di 3-6 5-7. Grazie a questo risultato, risale il ranking, piazzandosi tra le prime 35 del mondo. 

## Statistiche WTA

### Singolare

#### Vittorie (5)
| Legenda               | Legenda      |
| --------------------- | ------------ |
| Grande Slam (1)       |              |
| Ori Olimpici (0)      |              |
| WTA Finals (0)        |              |
| WTA Elite Trophy (0)  |              |
| Dal 2009 al 2020      | Dal 2021     |
| Premier Mandatory (0) | WTA 1000 (0) |
| Premier 5 (0)         | WTA 1000 (0) |
| Premier (0)           | WTA 500 (0)  |
| International (4)     | WTA 250 (0)  |

| N. | Data              | Torneo                       | Superficie  | Avversaria in finale      | Punteggio           |
| 1. | 12 gennaio 2019   | Hobart International, Hobart | Cemento     | Anna Karolína Schmiedlová | 6–3, 6–0            |
| 2. | 23 giugno 2019    | Mallorca Open, Maiorca       | Erba        | Belinda Bencic            | 6(2)–7, 7–6(5), 6–4 |
| 3. | 21 settembre 2019 | Guangzhou Open, Canton       | Cemento     | Samantha Stosur           | 6(4)–7, 6–4, 6–2    |
| 4. | 1º febbraio 2020  | Australian Open, Melbourne   | Cemento     | Garbiñe Muguruza          | 4–6, 6–2, 6–2       |
| 5. | 8 marzo 2020      | Open de Lyon, Lione          | Cemento (i) | Anna-Lena Friedsam        | 6–2, 4–6, 6–4       |

#### Sconfitte (5)
| Legenda               | Legenda      |
| --------------------- | ------------ |
| Grande Slam (1)       |              |
| Argenti Olimpici (0)  |              |
| WTA Finals (0)        |              |
| WTA Elite Trophy (0)  |              |
| Dal 2009 al 2020      | Dal 2021     |
| Premier Mandatory (0) | WTA 1000 (0) |
| Premier 5 (0)         | WTA 1000 (0) |
| Premier (0)           | WTA 500 (3)  |
| International (1)     | WTA 250 (0)  |

| N. | Data              | Torneo                              | Superficie  | Avversaria in finale | Punteggio     |
| 1. | 2 marzo 2019      | Abierto Mexicano de Tenis, Acapulco | Cemento     | Wang Yafan           | 6–2, 3–6, 5–7 |
| 2. | 10 ottobre 2020   | Open di Francia, Parigi             | Terra rossa | Iga Świątek          | 4–6, 1–6      |
| 3. | 16 settembre 2023 | San Diego Open, San Diego           | Cemento     | Barbora Krejčíková   | 4–6, 6–2, 4–6 |
| 4. | 27 ottobre 2024   | Pan Pacific Open, Tokyo             | Cemento     | Zheng Qinwen         | 6(5)-7, 3-6   |
| 5. | 6 aprile 2025     | Charleston Open, Charleston         | Terra verde | Jessica Pegula       | 3-6, 5-7      |

### Doppio

#### Vittorie (4)
| Legenda               | Legenda      |
| --------------------- | ------------ |
| Grande Slam (0)       |              |
| Ori Olimpici (0)      |              |
| WTA Finals (0)        |              |
| WTA Elite Trophy (0)  |              |
| Dal 2009 al 2020      | Dal 2021     |
| Premier Mandatory (1) | WTA 1000 (1) |
| Premier 5 (0)         | WTA 1000 (1) |
| Premier (0)           | WTA 500 (1)  |
| International (1)     | WTA 250 (0)  |

| N. | Data             | Torneo                    | Superficie | Compagna              | Avversarie in finale                | Punteggio           |
| 1. | 6 gennaio 2019   | ASB Classic, Auckland     | Cemento    | Eugenie Bouchard      | Paige Hourigan Taylor Townsend      | 1–6, 6–1, [10–7]    |
| 2. | 6 ottobre 2019   | China Open, Pechino       | Cemento    | Bethanie Mattek-Sands | Jeļena Ostapenko Dajana Jastrems'ka | 6–3, 6(5)–7, [10–7] |
| 3. | 11 febbraio 2024 | Abu Dhabi Open, Abu Dhabi | Cemento    | Bethanie Mattek-Sands | Linda Nosková Heather Watson        | 6–4, 7–6(4)         |
| 4. | 31 marzo 2024    | Miami Open, Miami Gardens | Cemento    | Bethanie Mattek-Sands | Gabriela Dabrowski Erin Routliffe   | 4–6, 7–6(5), [11–9] |

#### Sconfitte (1)
| Legenda              |
| -------------------- |
| Grande Slam (0)      |
| Argenti Olimpici (0) |
| WTA Finals (0)       |
| WTA Elite Trophy (0) |
| Dal 2021             |
| WTA 1000 (0)         |
| WTA 500 (1)          |
| WTA 250 (0)          |

| N. | Data           | Torneo                      | Superficie | Compagna          | Avversarie in finale        | Punteggio |
| 1. | 26 luglio 2025 | Washington Open, Washington | Cemento    | Caroline Dolehide | Taylor Townsend Zhang Shuai | 1-6, 1-6  |

## Statistiche ITF

### Singolare

#### Vittorie (4)
| Torneo 100000 $ (0) |
| Torneo 80000 $ (0)  |
| Torneo 75000 $ (0)  |
| Torneo 60000 $ (2)  |
| Torneo 50000 $ (1)  |
| Torneo 25000 $ (1)  |
| Torneo 15000 $ (0)  |
| Torneo 10000 $ (0)  |

| N. | Data            | Torneo                                        | Superficie  | Avversaria in finale | Punteggio     |
| 1. | 23 gennaio 2016 | Wesley Chapel Challenger, Wesley Chapel       | Terra verde | Jesika Malečková     | 6–2, 6–2      |
| 2. | 24 luglio 2016  | FSP Gold River Women's Challenger, Sacramento | Cemento     | Grace Min            | 4–6, 6–1, 6–4 |
| 3. | 23 luglio 2017  | Stockton Challenger, Stockton                 | Cemento     | Ashley Kratzer       | 6–0, 6–1      |
| 4. | 22 luglio 2018  | Berkeley Tennis Club Challenge, Berkeley      | Cemento     | Nicole Gibbs         | 6–0, 6–4      |

#### Sconfitte (4)
| Torneo 100000 $ (0) |
| Torneo 80000 $ (0)  |
| Torneo 75000 $ (0)  |
| Torneo 60000 $ (1)  |
| Torneo 50000 $ (1)  |
| Torneo 25000 $ (1)  |
| Torneo 15000 $ (0)  |
| Torneo 10000 $ (1)  |

| N. | Data            | Torneo                                           | Superficie  | Avversaria in finale | Punteggio        |
| 1. | 15 marzo 2015   | Gainesville Tennis Classic, Gainesville          | Terra verde | Katerina Stewart     | 4–6, 6–4, 4–6    |
| 2. | 2 ottobre 2016  | Lexus of Las Vegas Open, Las Vegas               | Cemento     | Alison Van Uytvanck  | 6–3, 6(4)–7, 2–6 |
| 3. | 22 gennaio 2017 | ITF Women's Circuit Orlando, Orlando             | Terra verde | Katarzyna Piter      | 7–6(4), 2–6, 4–6 |
| 4. | 6 agosto 2017   | Fifth Third Bank Tennis Championships, Lexington | Cemento     | Grace Min            | 4–6, 1–6         |

### Doppio

#### Vittorie (2)
| Torneo 100000 $ (0) |
| Torneo 80000 $ (1)  |
| Torneo 75000 $ (0)  |
| Torneo 60000 $ (1)  |
| Torneo 50000 $ (0)  |
| Torneo 25000 $ (0)  |
| Torneo 15000 $ (0)  |
| Torneo 10000 $ (0)  |

| N. | Data             | Torneo                        | Superficie | Partner               | Rivali in finale                | Risultato        |
| 1. | 23 luglio 2017   | Stockton Challenger, Stockton | Cemento    | Usue Maitane Arconada | Tammi Patterson Chanel Simmonds | 4–6, 6–1, [10–5] |
| 2. | 12 novembre 2017 | Waco Showdown, Waco           | Cemento    | Anastasija Komardina  | Jessica Pegula Taylor Townsend  | 7–5, 5–7, [11–9] |

#### Sconfitte (4)
| Torneo 100000 $ (0) |
| Torneo 80000 $ (1)  |
| Torneo 75000 $ (0)  |
| Torneo 60000 $ (0)  |
| Torneo 50000 $ (0)  |
| Torneo 25000 $ (2)  |
| Torneo 15000 $ (0)  |
| Torneo 10000 $ (1)  |

| N. | Data             | Torneo                                           | Superficie  | Partner               | Rivali in finale                     | Risultato        |
| 1. | 14 marzo 2015    | Gainesville Tennis Classic, Gainesville          | Terra verde | Marie Norris          | Ingrid Neel Fanny Stollár            | 3–6, 3–6         |
| 2. | 28 gennaio 2017  | ITF Women's Circuit Wesley Chapel, Wesley Chapel | Terra verde | Elizabeth Halbauer    | Chanel Simmonds Renata Zarazúa       | 2–6, 6(5)–7      |
| 3. | 19 febbraio 2017 | City Of Surprise Women's Open, Surprise          | Cemento     | Usue Maitane Arconada | Mariana Duque Mariño Nadia Podoroska | 6–4, 0–6, [5–10] |
| 4. | 22 aprile 2018   | Dothan Pro Tennis Classic, Dothan                | Terra verde | Jamie Loeb            | Alexa Guarachi Erin Routliffe        | 4–6, 6–2, [9–11] |

## Grand Slam Junior

### Singolare

#### Sconfitte (1)
| Tornei del Grande Slam  |
| ----------------------- |
| Australian Open (0)     |
| Open di Francia (0)     |
| Torneo di Wimbledon (0) |
| US Open (1)             |

| N. | Data              | Torneo            | Superficie | Avversaria in finale | Punteggio |
| 1. | 12 settembre 2015 | US Open, New York | Cemento    | Dalma Gálfi          | 5–7, 4–6  |

## Risultati in progressione
| Sigla | Risultato               |
| ----- | ----------------------- |
| V     | Vincitore               |
| F     | Finalista               |
| SF    | Semifinalista           |
| O     | Oro olimpico            |
| A     | Argento olimpico        |
| SF    | Bronzo olimpico         |
| QF    | Quarti di Finale        |
| 4T    | Quarto turno            |
| 3T    | Terzo turno             |
| 2T    | Secondo turno           |
| 1T    | Primo turno             |
| RR    | Round Robin             |
| LQ    | Turno di qualificazione |
| A     | Assente                 |
| ND    | Non disputato           |

| Legenda superfici    |
| -------------------- |
| Cemento              |
| Terra battuta        |
| Erba                 |
| Superficie variabile |

### Singolare
Aggiornato a fine WTA Tour 2023
| Torneo                 | 2015            | 2016            | 2017            | 2018            | 2019          | 2020          | 2021            | 2022            | 2023            | Titoli    | V–S       |
| ---------------------- | --------------- | --------------- | --------------- | --------------- | ------------- | ------------- | --------------- | --------------- | --------------- | --------- | --------- |
| Tornei del Grande Slam |                 |                 |                 |                 |               |               |                 |                 |                 |           |           |
| Australian Open        | Assente         | Assente         | Assente         | 1T              | 2T            | V             | 2T              | 1T              | 1T              | 1 / 6     | 9–5       |
| Open di Francia        | Assente         | Assente         | Assente         | 1T              | 4T            | F             | 4T              | A               | Q1              | 0 / 4     | 12–4      |
| Wimbledon              | Assente         | Assente         | Q1              | 2T              | 2T            | ND            | 2T              | A               | 3T              | 0 / 4     | 5–4       |
| US Open                | 1T              | 1T              | 3T              | 3T              | 3T            | 4T            | A               | 1T              | 2T              | 0 / 8     | 9–8       |
| Vittorie–sconfitte     | 0–1             | 0–1             | 2–1             | 3–4             | 7–4           | 16–2          | 5–3             | 0-2             | 3-3             | 1 / 22    | 35–21     |
| Giochi Olimpici        |                 |                 |                 |                 |               |               |                 |                 |                 |           |           |
| Giochi Olimpici        | ND              | A               | Non disputati   | Non disputati   | Non disputati | Non disputati | A               | Non disputati   | Non disputati   | 0 / 0     | 0–0       |
| Torneo di fine anno    |                 |                 |                 |                 |               |               |                 |                 |                 |           |           |
| WTA Finals             | Non qualificata | Non qualificata | Non qualificata | Non qualificata | RR            | ND            | Non qualificata | Non qualificata | Non qualificata | 0 / 1     | 0–1       |
| WTA 1000[1]            |                 |                 |                 |                 |               |               |                 |                 |                 |           |           |
| Doha / Dubai [2]       | Assente         | Assente         | Assente         | Assente         | 3T            | 1T            | A               | 1T              | 1T              | 0 / 4     | 2–4       |
| Indian Wells           | A               | Q1              | Q1              | 2T              | 2T            | Non disputato | Non disputato   | 1T              | 2T              | 0 / 4     | 3–4       |
| Miami                  | Assente         | Assente         | Assente         | 3T              | 2T            | ND            | 3T              | A               | 3T              | 0 / 4     | 6–4       |
| Madrid                 | Assente         | Assente         | Assente         | Q1              | 1T            | ND            | Assente         | Assente         | 1T              | 0 / 2     | 0–2       |
| Roma                   | Assente         | Assente         | Assente         | Q1              | 3T            | 2T            | 2T              | A               | 3T              | 0 / 4     | 5–4       |
| Montréal / Toronto     | Assente         | Assente         | Assente         | Q2              | SF            | ND            | A               | 1T              | A               | 0 / 2     | 4–2       |
| Cincinnati             | Assente         | Assente         | Q2              | Q2              | SF            | 2T            | A               | 1T              | A               | 0 / 3     | 4–3       |
| Wuhan                  | Assente         | Assente         | Assente         | 3T              | 3T            | Non disputato | Non disputato   | Non disputato   | Non disputato   | 0 / 2     | 4–2       |
| Pechino                | Assente         | Assente         | Assente         | Q1              | 3T            | Non disputato | Non disputato   | Non disputato   | 1T              | 0 / 2     | 2–2       |
| Carriera               |                 |                 |                 |                 |               |               |                 |                 |                 |           |           |
| Tornei giocati         | 0               | 5               | 4               | 14              | 26            | 11            | 10              | 16              | 20              | 106       | 106       |
| Titoli                 | 0               | 0               | 0               | 0               | 3             | 2             | 0               | 0               | 0               | 5         | 5         |
| Finali                 | 0               | 0               | 0               | 0               | 4             | 3             | 0               | 0               | 1               | 8         | 8         |
| Totale V–S             | 0–1             | 0–1             | 3–2             | 18–16           | 49–21         | 24–9          | 17–10           | 7-16            | 26-20           | 144–96    | 144–96    |
| Vittorie %             | 0%              | 0%              | 60%             | 53%             | 70%           | 73%           | 63%             | 30%             | 57%             | 60%       | 60%       |
| Ranking a fine anno    | 620             | 212             | 108             | 52              | 14            | 4             | 12              | 235             | 33              | 8922953 $ | 8922953 $ |

Note
- 1 Dal 2009 al 2020 i tornei WTA 1000 erano così suddivisi: Premier Mandatory (Indian Wells, Miami, Madrid e Pechino) e Premier 5 (Doha/Dubai, Roma, Montréal/Toronto, Cincinnati e Wuhan).
- 2 Il Dubai Tennis Championships e il Qatar Ladies Open di Doha si scambiarono frequentemente lo status tra evento Premier ed evento Premier 5 dal 2009 al 2020, mentre dal 2021 tra evento WTA 1000 ed evento WTA 500.

 N.B.: Le vittorie e le sconfitte nei turni di qualificazione non vengono conteggiate. 

## Vittorie contro giocatrici Top 10
| Stagione | 2018 | 2019 | 2020 | 2021 | 2022 | 2023 | 2024 | 2025 | Totale |
| Vittorie | 2    | 5    | 1    | 0    | 0    | 2    | 2    | 1    | 13     |

| #    | Giocatrice          | Ranking | Evento                            | Superficie  | Turno | Punteggio          | Rank. SKR |
| ---- | ------------------- | ------- | --------------------------------- | ----------- | ----- | ------------------ | --------- |
| 2018 |                     |         |                                   |             |       |                    |           |
| 1.   | Caroline Garcia     | 6       | Mallorca Open, Maiorca            | Erba        | QF    | 6-3, 6-3           | 91        |
| 2.   | Julia Görges        | 10      | Wuhan Open, Wuhan                 | Cemento     | 2T    | 6-3, 2-6, 6-4      | 62        |
| 2019 |                     |         |                                   |             |       |                    |           |
| 3.   | Serena Williams     | 10      | Open di Francia, Parigi           | Terra rossa | 3T    | 6-2, 7-5           | 35        |
| 4.   | Ashleigh Barty (1)  | 1       | Canadian Open, Toronto            | Cemento     | 2T    | 6(5)-7, 6-3, 6-4   | 29        |
| 5.   | Elina Svitolina (1) | 7       | Canadian Open, Toronto            | Cemento     | QF    | 7-6(2), 6-4        | 29        |
| 6.   | Elina Svitolina (2) | 7       | Cincinnati Open, Cincinnati       | Cemento     | 3T    | 6-3, 7-6(3)        | 22        |
| 7.   | Naomi Ōsaka         | 1       | Cincinnati Open, Cincinnati       | Cemento     | QF    | 6-4, 1-6, 2-0 rit. | 22        |
| 2020 |                     |         |                                   |             |       |                    |           |
| 8.   | Ashleigh Barty (2)  | 1       | Australian Open, Melbourne        | Cemento     | SF    | 7-6(6), 7-5        | 15        |
| 2023 |                     |         |                                   |             |       |                    |           |
| 9.   | Aryna Sabalenka     | 2       | Internazionali d'Italia, Roma     | Terra rossa | 2T    | 7-6(4), 6-2        | 134       |
| 10.  | Coco Gauff          | 7       | Torneo di Wimbledon, Londra       | Erba        | 1T    | 6-4, 4-6, 6-2      | 128       |
| 2024 |                     |         |                                   |             |       |                    |           |
| 11.  | Ons Jabeur          | 9       | Internazionali d'Italia, Roma     | Terra rossa | 2T    | 7-5, 2-6, 6-4      | 58        |
| 12.  | Dar'ja Kasatkina    | 9       | Pan Pacific Open, Tokyo           | Cemento     | QF    | 6-3, 6-4           | 155       |
| 2025 |                     |         |                                   |             |       |                    |           |
| 13.  | Jasmine Paolini     | 4       | Dubai Tennis Championships, Dubai | Cemento     | 3T    | 6-4, 6-0           | 56        |